# Stowarzyszenie Uniwersytetów Wspólnoty Narodów
Stowarzyszenie Uniwersytetów Wspólnoty Narodów, Związek Uniwersytetów Wspólnoty Narodów, ACU (ang. Association of Commonwealth Universities) – międzynarodowa organizacja zrzeszająca ponad 480 uniwersytetów z krajów Wspólnoty Narodów.

## Historia
Organizacja powstała w 1912, z inicjatywy Uniwersytetu Londyńskiego, jako Kongres Uniwersytetów Imperium. Zebrano wówczas w Londynie 53 przedstawicieli uniwersytetów. W 1913 Kongres otworzył swój sekretariat jako Biuro Uniwersyteckie Imperium Brytyjskiego. W 1919 Biuro uzyskało potrzebne zezwolenia Rady Handlu i otrzymało dotację w wysokości 5000 funtów szterlingów na działalność administracyjną. W 1948 nazwę zmieniono na Stowarzyszenie Uniwersytetów Brytyjskiej Wspólnoty Narodów, a w 1963 na obecną.
W 1986 królowa Elżbieta II objęła Stowarzyszenie swoim patronatem.

## Lista członków

### Australia
- University of Adelaide
- Australian Catholic University
- Australian Maritime College(inne języki)
- University of Ballarat
- Bond University
- University of Canberra
- Central Queensland University
- Charles Darwin University
- Charles Sturt University
- Curtin University of Technology
- Deakin University
- Edith Cowan University
- Flinders University
- Griffith University
- James Cook University
- La Trobe University
- Macquarie University
- University of Melbourne
- Monash University
- Murdoch University
- University of New England
- University of Newcastle
- University of Queensland
- Queensland University of Technology
- RMIT University
- University of South Australia
- Southern Cross University
- University of Southern Queensland
- University of the Sunshine Coast
- Swinburne University of Technology
- University of Sydney
- Uniwersytet Tasmański
- University of Technology, Sydney
- Victoria University(inne języki)
- University of Western Australia
- University of Western Sydney
- University of Wollongong

### Bangladesz
- Bangabandhu Sheikh Mujibur Rahman Agricultural University(inne języki)
- Bangladesh Agricultural University(inne języki)
- Bangladesh University of Engineering and Technology
- Bangladesh Open University
- University of Chittagong(inne języki)
- University of Dhaka
- International University of Business Agriculture and Technology(inne języki)
- Islamic University of Bangladesh
- Jahangirnagar University(inne języki)
- Khulna University(inne języki)
- National University
- University of Rajshahi(inne języki)
- Shahjalal University of Science and Technology(inne języki)

### Barbados
- Uniwersytet Indii Zachodnich

### Botswana
- Uniwersytet Botswany

### Brunei
- Universiti Brunei Darussalam

### Cypr
- Uniwersytet Cypryjski

### Eswatini
- University of Eswatini(inne języki)

### Fidżi
- Uniwersytet Południowego Pacyfiku

### Ghana
- University of Cape Coast(inne języki)
- University for Development Studies(inne języki)
- University of Education, Winneba(inne języki)
- University of Ghana
- Kwame Nkrumah University of Science and Technology(inne języki)

### Gujana
- University of Guyana

### Hongkong
- Chinese University of Hong Kong
- University of Hong Kong
- Open University of Hong Kong

### Indie
- Alagappa University(inne języki)
- Andhra University(inne języki)
- Assam University(inne języki)
- Banaras Hindu University(inne języki)
- Bangalore University(inne języki)
- Barkatullah University(inne języki)
- University of Calicut(inne języki)
- Cochin University of Science and Technology(inne języki)
- University of Delhi
- Devi Ahilya University: Indore University
- Dr. Hari Singh Gour University: University of Sagar
- Gauhati University
- Gujrat University
- University of Hyderabad
- Himachal Pradesh University
- University of Jammu
- Jawaharlal Nehru University
- Jiwaji University
- University of Madras
- University of Lucknow
- Madhya Pradesh Bhoj Open University
- University of Kerala
- University of Mumbai

### Jamajka
- University of Technology, Jamaica
- Uniwersytet Indii Zachodnich

### Kamerun
- University of Buea
- University of Dschang
- University of Ngaoundéré
- Uniwersytet Jaunde

### Kanada
- Uniwersytet Alberty
- Athabasca University
- Brandon University
- Uniwersytet Brock
- University of Calgary
- Uniwersytet Carleton
- Concordia University
- Dalhousie University
- University of Lethbridge
- Uniwersytet McMaster
- University of Manitoba
- Collège Universitaire de Saint-Boniface
- Memorial University of Newfoundland
- Uniwersytet Montrealu
- Mount Allison University
- University of New Brunswick
- Nipissing University
- University of Northern British Columbia
- University of Ottawa
  - Saint Paul University
- Queen’s University at Kingston
- Ryerson University
- Royal Roads University
- Saint Mary’s University
- University of Saskatchewan
  - St. Thomas More College
- Simon Fraser University
- Uniwersytet Toronto
  - University of St. Michael's College
  - University of Trinity College
  - Victoria University
- Trent University
- University of Victoria
- Uniwersytet Waterloo
  - St. Jerome's University
- Uniwersytet Zachodniego Ontario
  - Brescia University College
  - Huron University College
  - King’s College at the University of Western Ontario
- Wilfrid Laurier University
- University of Winnipeg

### Kenia
- Catholic University of Eastern Africa
- University of Eastern Africa, Baraton
- Egerton University
- Jomo Kenyatta University of Agriculture and Technology
- Maseno University
- Moi University
- University of Nairobi

### Lesotho
- National University of Lesotho

### Malawi
- University of Malawi
- Mzuzu University

### Malezja
- International Islamic University Malaysia
- University of Malaya
- University Malaysia Sabah
- University Malaysia Sarawak
- National University of Malaysia
- Putra University, Malaysia
- University of Science, Malaysia
- Sultan Idris University of Education
- University of Technology Malaysia
- University of Technology MARA
- Utara University, Malaysia

### Malta
- University of Malta

### Mauritius
- University of Mauritius
- University of Technology, Mauritius

### Mozambik
- Uniwersytet im. Eduardo Mondlane

### Namibia
- University of Namibia

### Nigeria
- Abia State University
- Abubakar Tafawa Balewa University
- University of Ado Ekiti
- University of Agriculture, Abeokuta
- University of Agriculture, Makurdi
- Ahmadu Bello University
- Ambrose Alli University
- Bayero University Kano
- University of Benin
- Benue Sate University
- University of Calabar
- Ebonyi State University
- Federal University of Technology Akure
- Federal University of Technology, Minna
- Federal University of Technology, Yola
- University of Ibadan
- University of Jos
- University of Lagos
- Lagos State University
- University of Maiduguri
- Michael Okpara University of Agriculture, Umudike
- University of Nigeria
- Nnamdi Azikiwe University
- Obafemi Awolowo University
- Olabisi Onabanjo University
- University of Port Harcourt
- Rivers State University of Science and Technology
- Usmanu Danfodiyo University
- University of Uyo

### Nowa Zelandia
- University of Auckland
- Auckland University of Technology
- University of Canterbury
- Lincoln University
- Massey University
- University of Otago
- Victoria University of Wellington
- University of Waikato

### Pakistan
- Aga Khan University
- Al-Khair University (AJK)
- University of Arid Agriculture, Rawalpindi
- University of Azad Jammu and Kashmir
- University of Engineering and Technology, Lahore
- Fatima Jinnah Women University
- Foundation University
- Ghulam Ishaq Khan Institute of Engineering Sciences and Technology
- Islamia University, Bahawalpur
- University of Karachi
- Lahore University of Management Sciences
- Mehran University of Engineering and Technology
- NED University of Engineering and Technology
- National University of Sciences and Technology
- North-West Frontier Province University of Engineering and Technology
- University of the Punjab, Lahore
- Quaid-e-Awam University of Engineering, Science and Technology
- Riphah International University
- Shaheed Zulfikar Ali Bhutto Institute of Science and Technology
- University of Sindh
- Sir Syed University of Engineering and Technology

### Papua-Nowa Gwinea
- University of Goroka
- University of Papua New Guinea
- Papua New Guinea University of Technology

### Południowa Afryka
- Uniwersytet Kapsztadzki
- University of Fort Hare
- Uniwersytet Wolnego Państwa
- Uniwersytet w Johannesburgu
- University of KwaZulu-Natal
- University of Limpopo
- Nelson Mandela Metropolitan University
- North-West University
- Uniwersytet w Pretorii
- Rhodes University
- University of South Africa
- University of Stellenbosch
- University of Venda
- University of the Western Cape
- University of the Witwatersrand

### Sierra Leone
- Njala University
- University of Sierra Leone

### Singapur
- Nanyang Technological University
- National University of Singapore

### Sri Lanka
- Buddhasravaka Bhiksu University
- Buddhist and Pali University of Sri Lanka
- University of Colombo
- Eastern University of Sri Lanka
- University of Jaffna
- University of Kelaniya
- General Sir John Kotelawala Defence Academy
- University of Moratuwa
- Open University, Sri Lanka
- University of Peradeniya
- Rajarata University of Sri Lanka
- University of Ruhuna, Sri Lanka
- Sabaragamuwa University of Sri Lanka
- South Eastern University of Sri Lanka
- University of Sri Jayewardenepura
- Wayamba University of Sri Lanka

### Tanzania
- University of Dar es Salaam
- Mzumbe University
- Open University of Tanzania
- Sokoine University of Agriculture
- Zanzibar University

### Trynidad i Tobago
- University of the West Indies, St Augustine Campus

### Uganda
- Islamic University in Uganda
- Uniwersytet Makerere
- Mbarara University of Science and Technology
- Uganda Christian University
- Uganda Martyrs University

### Wielka Brytania
- University of Aberdeen
- University of Abertay Dundee
- University of the Arts London
- Aston University
- University of Bath
- University of Birmingham
- University of Bolton
- Bournemouth University
- University of Bradford
- University of Bristol
- Brunel University
- Uniwersytet Cambridge
- Cardiff University
- University of Central England in Birmingham
- Coventry University
- Cranfield University
- De Montfort University
- University of Dundee
- Durham University
- University of East Anglia
- University of East London
- Uniwersytet Edynburski
- University of Exeter
- University of Glamorgan
- University of Glasgow
- Glasgow Caledonian University
- University of Greenwich
- Heriot-Watt University
- University of Hertfordshire
- University of Huddersfield
- University of Hull
- Keele University
- University of Kent
- Kingston University
- Lancaster University
- University of Leeds
- Leeds Metropolitan University
- University of Leicester
- University of Lincoln
- University of Liverpool
- Liverpool John Moores University
- Uniwersytet Londyński
  - Birkbeck, University of London
  - Central School of Speech and Drama
  - Courtauld Institute of Art
  - Goldsmiths College, University of London
  - Heythrop College
  - Imperial College London
  - Institute of Cancer Research
  - Institute of Education
  - King’s College London
  - London Business School
  - London School of Economics and Political Science
  - London School of Hygiene & Tropical Medicine
  - Queen Mary, University of London
  - Royal Academy of Music
  - Royal Holloway, University of London
  - Royal Veterinary College
  - St George’s, University of London
  - School of Oriental and African Studies
  - School of Pharmacy
  - University College London
  - University of London Institute in Paris
  - School of Advanced Study
    - Institute for the Study of the Americas
    - Institute of Advanced Legal Studies
    - Institute of Classical Studies
    - Institute of Commonwealth Studies
    - Institute of English Studies
    - Institute of Germanic and Romance Studies
    - Institute of Historical Research
    - Institute of Musical Research
    - Institute of Philosophy
    - Warburg Institute
- London Metropolitan University
- London South Bank University
- Loughborough University
- University of Manchester
- Manchester Metropolitan University
- Middlesex University
- Napier University
- University of Newcastle upon Tyne
- University of Northumbria at Newcastle
- University of Nottingham
- Nottingham Trent University
- Open University
- Uniwersytet Oksfordzki
- Oxford Brookes University
- University of Plymouth
- University of Portsmouth
- Queen Margaret University
- Queen’s University Belfast
- University of Reading
- Robert Gordon University
- Roehampton University
- University of St Andrews
- University of Salford
- University of Sheffield
- Sheffield Hallam University
- Uniwersytet w Southampton
- University of Stirling
- University of Strathclyde
- University of Sunderland
- University of Surrey
- Thames Valley University
- University of Ulster
- Uniwersytet Walijski
  - Swansea University
  - Uniwersytet Aberystwyth
  - Bangor University
  - University of Wales (Lampeter)
  - Cardiff University
  - University of Wales (Newport)
  - North East Wales Institute of Higher Education
  - Swansea Institute of Higher Education
  - Trinity College, Carmarthen
  - University of Wales, Trinity Saint David
- University of Warwick
- University of the West of England
- University of Westminster
- University of Wolverhampton
- University of York

### Zambia
- Copperbelt University
- Uniwersytet Zambijski w Lusace
- Uniwersytet w Lusace

### Zimbabwe
- Africa University
- Bindura University of Science Education
- Midlands State University
- National University of Science and Technology, Bulawayo
- University of Zimbabwe
- Zimbabwe Open University